# Malerwinkel (Lübeck)
Koordinaten: 53° 51′ 43,9″ N, 10° 40′ 45,7″ O

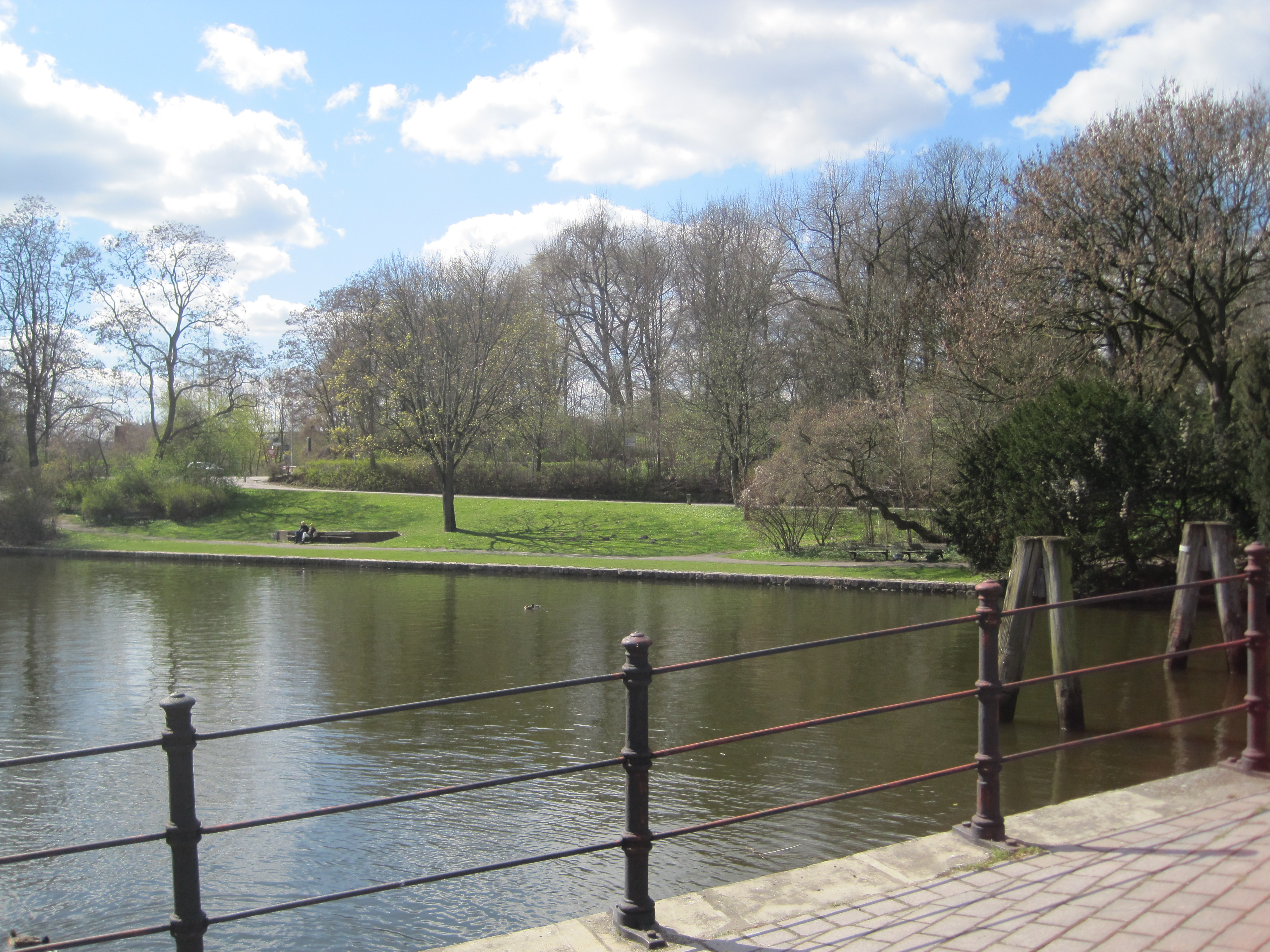
Der Malerwinkel, Blick von der Dankwartsbrücke

Der Malerwinkel in Lübeck ist eine kleine Grünanlage am Rande der Lübecker Altstadt.
Er liegt am Westufer der Trave an der (nördlichen) Wallstraße zwischen Possehlstraße und Dankwartsbrücke südwestlich der Kreuzung An der Obertrave/Dankwartsgrube, mit der er durch die Dankwartsbrücke, eine hölzerne Fußgängerbrücke, verbunden ist. Historisch gesehen ist die Fläche von 1.827 m² ein Ausläufer der Lübecker Wallanlagen zwischen der Stadt und der Bastion Katz. 

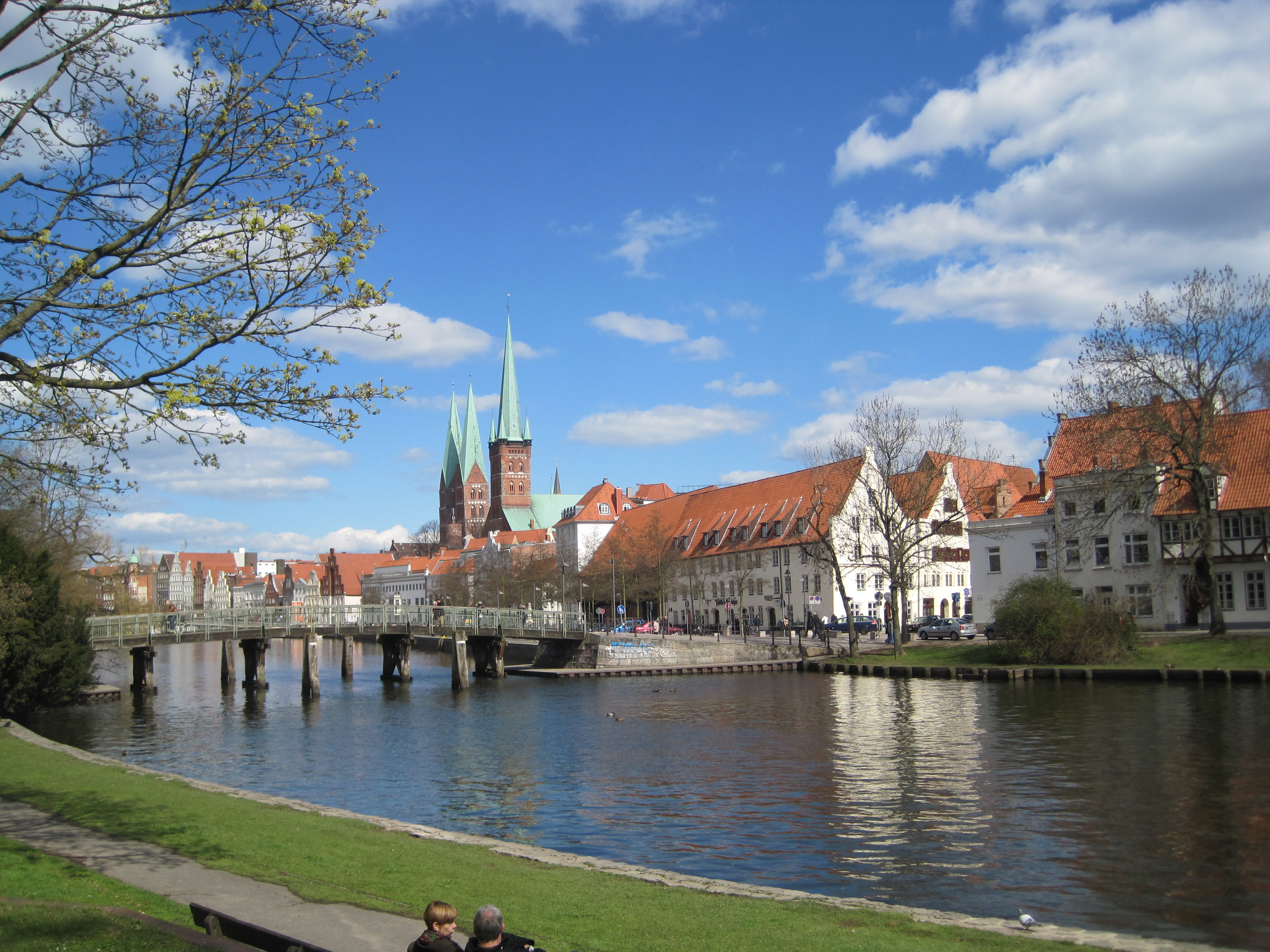
Typischer Blick vom Malerwinkel (2012)

Im 20. Jahrhundert wurde diese Stelle bei Malern und Fotografen beliebt, weil sich von diesem Winkel aus eine perspektivische Südwestansicht der Altstadt ergibt, bei der die Doppeltürme der Marienkirche westlich des Turms der Petrikirche zu stehen scheinen, obwohl sie tatsächlich einen Block weiter im Osten stehen. Zumeist ist die Dankwartsbrücke im Vordergrund zu sehen. 
1935 veröffentlichte der Hamburger Ansichtskartenverlag Hans Andres eine Postkarte Blick vom Malerwinkel. Der damalige Syndikus der Industrie- und Handelskammer zu Lübeck Walter Schärffe, der auch Geschäftsführer des Lübecker Verkehrsvereins war, nahm 1938/39 ein Dia mit diesem Blick und dieser Bezeichnung in seine Dia-Vorträge über Lübeck auf. Dies scheinen bislang die ersten Belege für die Verwendung des Namens zu sein. 
Eine Aufnahme von Wilhelm Castelli von 1964 verbindet Fotografie und Malerei, in dem es im Vordergrund einen Maler mit Staffelei zeigt, der den Blick auf die gerade wiederhergestellten Kirchtürme malt.
In der zweiten Hälfte des 20. Jahrhunderts fanden Name und Motiv dann auch Eingang in die Reiseführer-Literatur als beliebtes Motiv für Künstler. 
Im Zuge der städtebaulichen Neuordnung des Westufers der Obertrave, die zum Abriss der dort vorhandenen Lagergebäude und zum Neubau von Wohnhäusern nördlich und südlich des Malerwinkels führten, gründete sich 2005 der Verein Malerwinkel Lübeck e.V., eine Initiative hauptsächlich von Bewohnern des Domviertels zur Erhaltung des unverbauten Blicks auf die Altstadt.